# 河南江北等処行中書省
河南江北等処行中書省（かなんこうほくとうしょ-こうちゅうしょしょう、以下河南行省と略称する）は元が設置した行中書省。

## 地理
現在の河南省全域、江蘇省及び安徽省、湖北省北部、山東省南西部を管轄していた。

## 歴史
河南行省は1268年（至元5年）、元軍による襄陽が行われた際の軍事的要請により初めて設置された。1273年（至元10年）、南宋攻撃のために荊湖、淮西両行枢密院が設置されると河南行省は廃止され、河南路は行中書省直轄とされた。
1291年（至元28年）、江浙行省の長江以北の地域に河南行省が設置された。

## 下部行政区画
- 河南江北道（5路、3府）
  - 汴梁路
  - 河南府路
  - 襄陽路
  - 蘄州路
  - 黄州路
  - 南陽府
  - 汝寧府
  - 帰徳府
- 淮西江北道（3路）
  - 廬州路
  - 安豊路
  - 安慶路
- 江北淮東道（2路、1府）
  - 揚州路
  - 淮安路
  - 高郵府
- 山南江北道（2路、3府、1州）
  - 中興路
  - 峡州路
  - 安陸府
  - 徳安府
  - 荊門州